# 파즐리딘 고이브나자로프
파즐리딘 하산보예비치 고이브나자로프(우즈베크어: Fazliddin Hasanboyevich G'oibnazarov, 러시아어: Фазлидди́н Хасанба́евич Гаибназа́ров 파즐리딘 하산바예비치 가이브나자로프[*], 1991년 6월 16일~)는 우즈베키스탄의 권투 선수로 2016년 하계 올림픽에서 라이트웰터급 금메달을 획득했다.